# Kit Kittredge: Amerykańska dziewczyna
Kit Kittredge: Amerykańska dziewczyna (ang. Kit Kittredge: An American Girl) – amerykańsko-kanadyjski film familijny z 2008 roku w reżyserii Patricii Rozemy. Zdjęcia kręcono w Toronto.

## Opis fabuły
Stany Zjednoczone, czasy wielkiego kryzysu. Dziesięcioletnia Kit (Abigail Breslin) mieszka razem z rodzicami, Margaret (Julia Ormond) i Jackiem (Chris O’Donnell) w Cincinnati. Gdy ojciec dziewczynki traci pracę, wyjeżdża na poszukiwania nowego zajęcia. Tymczasem jej matka postanawia wynająć w domu pokoje. Pewnego dnia kobiecie giną pieniądze przeznaczone na spłatę kredytu. Rodzinie grozi eksmisja.

## Obsada
- Abigail Breslin – Margaret Mildred "Kit" Kittredge
- Chris O’Donnell – Jack Kittredge
- Julia Ormond – Margaret Kittredge
- Max Thieriot – Will Shepherd
- Joan Cusack – Panna Lucinda Bond
- Jane Krakowski – Panna May Dooley
- Madison Davenport – Ruthie Smithens
- Zach Mills – Stirling Howard IV
- Austin Macdonald – Roger
- Willow Smith – Countee
- Wallace Shawn – Pan Gibson
- Glenne Headly – Pani Howard
- Stanley Tucci – Pan Jefferson Jasper Rene Berk
- Colin Mochrie – Pan Pennington
- Kenneth Welsh – Wujek Hendrick
- Brieanne Jansen – Frances Stone
- Erin Hilgartner – Florence Stone